# Pasaporte lituano

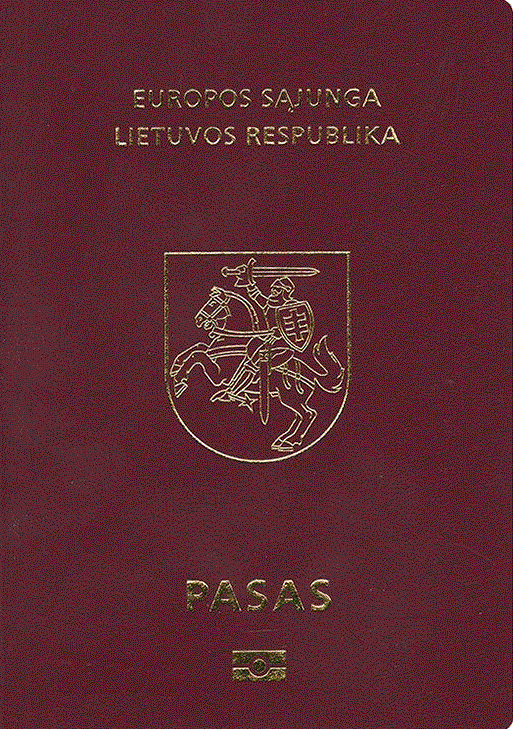
Portada de un pasaporte lituano contemporáneo.

El pasaporte lituano es el documento oficial, emitido por el  gobierno de la República de Lituania que identifica al/a la nacional lituano/a ante las autoridades de otros países, permitiendo la anotación de entrada y salida a través de puertos, aeropuertos y vías de acceso internacionales. Permite también contener los visados de autorización de entrada. El pasaporte permite los derechos de libre circulación y residencia en cualquiera de los estados del Espacio Económico Europeo, así como en Suiza. Los lituanos/as son también ciudadanos de la Unión Europea.

## Apariencia física y datos contenidos
El pasaporte lituano es de color borgoña (como casi todos los pasaportes de la Unión Europea), con las palabras "EUROPOS SAJUNGA" (Español: Unión Europea), "LIETUVOS RESPUBLIKA" (Español: República de Lituania) y "PASAS" (Español: Pasaporte) inscritas en la parte superior de la portada, y el Escudo de armas de Lituania estampado en la parte inferior de la portada. El pasaporte lituano tiene el símbolo biométrico estándar estampado bajo la palabra PASAS (Español: Pasaporte), y usa el diseño estándar de la Unión Europea.

## Visados
En 2021, Lituania está en el puesto 10 junto con su vecino Polonia, Hungría y Eslovaquia, haciendo que puedan acceder a 183 países.

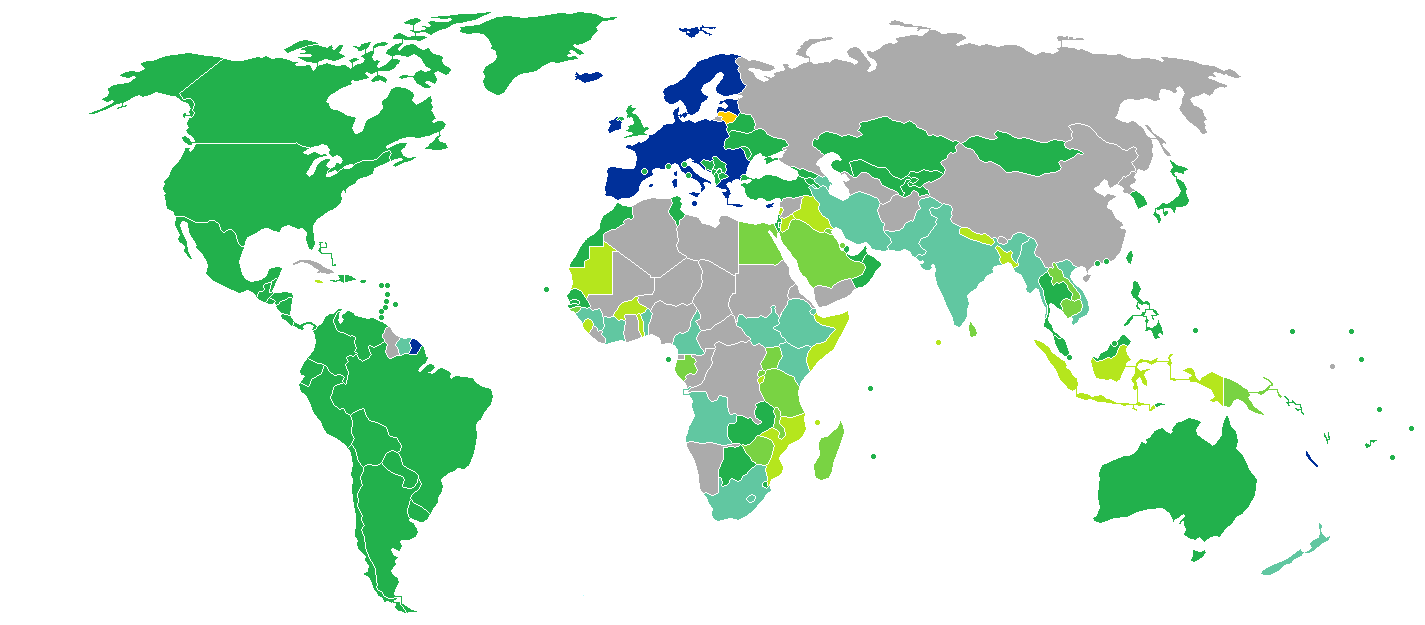
Lituania
Libre movimiento
No requiere visa
Visa a la llegada
eVisa
Visa disponible tanto a la llegada como en línea
Se requiere visa antes de la llegada

.